# 綿陽師範学院
綿陽師範学院（めんようしはんがくいん、绵阳师范学院）は、中華人民共和国四川省綿陽市にあり、四川省政府に帰属する、全日制の普通本科院校であり、高新校区、游仙校区、豊谷校区の三つの主要キャンパスを構えている。
2016年時点の学生総数は17,382人、教員総数は 967人という規模であった。2020年時点の公式サイトの記述では
「学院」の名称が示すように、教員養成系の専門大学であるが、大学院修士課程の環境工学部門に力点が置かれるなど、地域性を反映した職業教育もおこなわれている。
なお、英語での呼称には「Mianyang Teachers College」 と「Mianyang Normal University」があり、公式サイトでの自称は前者であるが、そのサイトのURLは mnu.cn であり、国際的には、後者で言及されることがよくある。

## 沿革
2002年、国家教育部の批准を受け、綿陽市の綿陽師範高等専科学校と綿陽教育学院が合併し、綿陽師範学院が成立した。前身の綿陽師範高等専科学校は、1978年の創設であった。
2006年、学士の学位を授与する資格が認められた。

## 科学研究
学院は科学研究において、国家級、省部級、市庁級の賞を115件受賞している。